# Non sentiamoci più
Non sentiamoci più è un singolo del rapper italiano Jake La Furia, pubblicato il 16 novembre 2018.

## Descrizione
Si tratta di una ballata realizzata insieme a Big Fish in cui il rapper narra le vicissitudini di una srtoria d'amore travagliata.

## Video musicale
Il video, diretto da Fabrizio Conte, è stato reso disponibile il 20 novembre 2018 sul canale YouTube del rapper.

## Tracce
1. Non sentiamoci più – 4:12